# پفی‌مرغ یقه‌دار
پفی‌مرغ یقه‌دار (نام علمی: Bucco capensis)، گونه‌ای از پرندگان خانواده پفی‌مرغان (Bucconidae) است که در بولیوی، برزیل، کلمبیا، اکوادور، گویان فرانسه، گویان، پرو، سورینام و ونزوئلا یافت می‌شود.